# 特氏粉葉草
特氏粉葉草（学名：Dudleya traskiae），又名特雷達德利蓮或特氏仙女杯，是一種多肉植物。它們是美國加利福尼亞州海峽群島的聖塔芭芭拉島上的特有種，生長在岩石崖上。它們生長在一個扁平的基座，葉子多肉，呈葵扇形及淡綠色至黃色，長15厘米。花序密集在莖上，花朵呈鮮黃色。

## 特徵
特氏粉葉草是多年生植物，生長在一基座上。它們是常綠植物，主軸是由一至幾百個基座組成。主軸分枝成叉形。基座上共有25-35塊葉子，形狀像吊杯，長4-15厘米及闊1-4厘米。葉子呈綠色或藍綠色，表面有蠟質覆蓋。開花枝是腋生的，花朵組成圓錐或聚斜簇。花瓣呈鮮黃色，有紅色脈，下部共生，上部向外彎曲。雄蕊長生花冠筒上。果實由5個萼片組成。種子很多及細小，形狀尖窄。它們是四倍體，染色體數為34。多於5-7月開花，最早可於2月中開花。

## 分佈及種植地
特氏粉葉草只分佈在美國加利福尼亞州海峽群島的聖塔芭芭拉上。
特氏粉葉草生長在岩石崖上，或淺峽谷的露頭上。另有一小群族生長在島的西部。與它們一同生長的有圓柱掌屬、仙人掌屬、枸杞子、大绒毛蓼及其他花朵和草。

## 外部連結
- Jepson Manual Treatment （页面存档备份，存于）
- USDA Plants Profile （页面存档备份，存于）